# Étant donnés
Ne doit pas être confondu avec Étant donnés (groupe).
Étant donnés : 1° la chute d'eau 2° le gaz d'éclairage… est le nom d'une installation de Marcel Duchamp élaborée en secret entre 1946 et 1966 à New York.
Elle est considérée comme la dernière grande œuvre de l'inventeur du ready-made et ne fut révélée au public qu'après sa mort, en 1969.

## Description

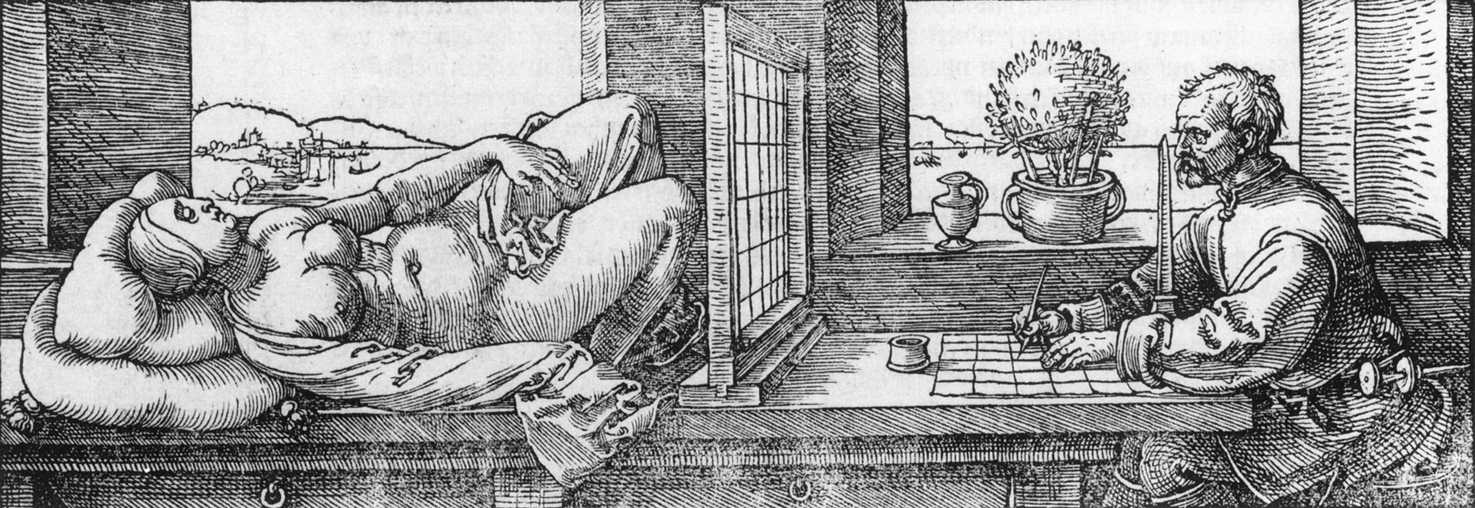
Gravure d'Albrecht Dürer (1525) : Duchamp déclarait à Pierre Cabanne : C'est le regardeur qui fait le tableau.

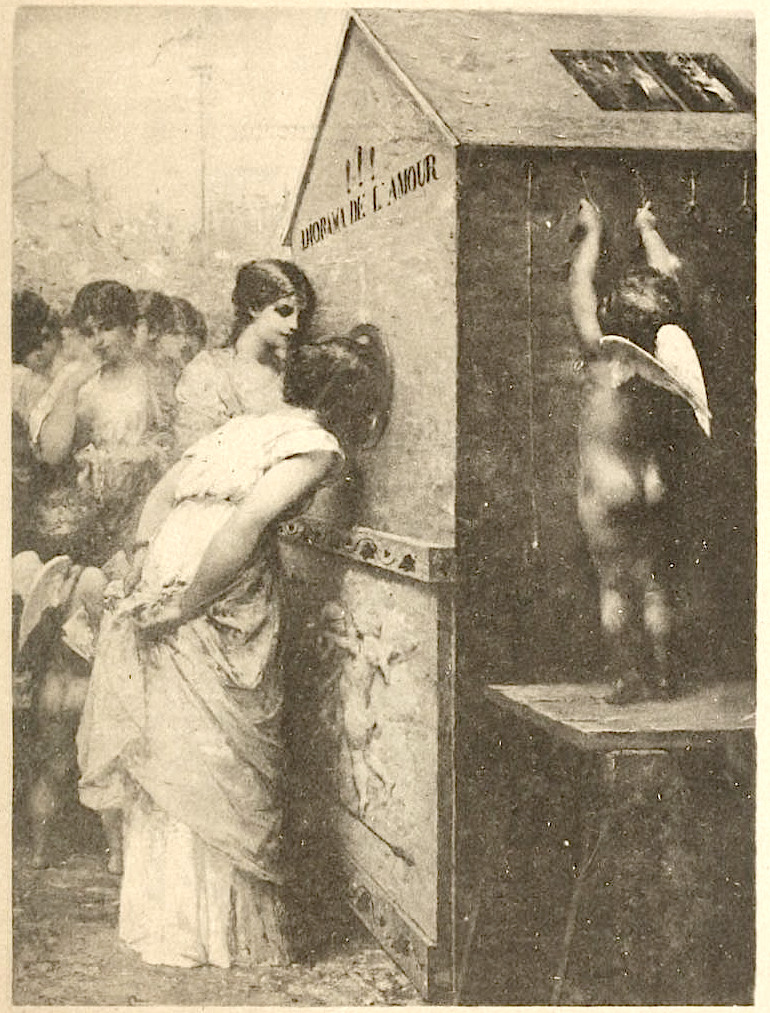
Diorama de l'Amour : dans ce tableau de Jean Aubert (1886), l'artiste représente, de manière certes un peu fantaisiste, l'attraction à la mode sous le Consulat.

Exposée de façon permanente au Philadelphia Museum of Art selon les vœux mêmes de Duchamp, la pièce, qualifiée par l'artiste d'« approximation démontable », se présente sous la forme d'un grand mur rectangulaire de couleur gris-rose pastel percé d'une vieille porte en bois à double-battant (originaire de Cadaqués) cernée par un montant en briques cuites maçonnées. Par deux trous percés dans la porte, l'on peut observer la scène suivante :
- au premier plan, en contre-jour, un grand trou irrégulier apparaît dans un mur de briques ;
- au deuxième plan, sur un lit de brindilles et de feuilles mortes, est couché un corps de femme, dont on ne voit pas la tête mais seulement quelques touffes de cheveux blonds ; le corps est entièrement nu, en position de cuisses écartées (les pieds sont cachés). La main gauche, au bout de l'avant-bras surélevé, tient un bec Auer allumé ;
- à l'arrière plan, sur la droite, on distingue une représentation de paysage champêtre construite en diorama, montrant des arbres (dont des cyprès), une rocaille, des effets de miroitements et de brumes, et une chute d'eau, le tout dominé par un ciel bleu traversé de nuages.

L'ensemble constitue une forme de « chambre optique », qui rappelle notamment les attractions illusionnistes du début du XIXe siècle.

## Réalisation
Le modèle vivant qui servit à la conception du corps de la femme sans visage grâce à un moulage fut non pas Alexina Duchamp dit « Teeny », la seconde épouse de Duchamp, mais Maria Martins, sculptrice brésilienne avec qui Duchamp eut une liaison entre 1946 et 1951,.
Duchamp prépara et assembla cette installation dans son atelier situé à Greenwich Village ; il rédigea un cahier des charges très détaillé afin que l'on puisse la remonter, ce qui fut fait en 1969 à Philadelphie. Ce cahier comprend une suite de 70 polaroids en noir et blanc.
Salvador Dalí contribua à la constitution de cette œuvre lors des séjours de Duchamp à Cadaqués entre autres pour la porte et la restitution du motifs du paysage au 3e plan qui s'inspirerait d'un séjour en Suisse de Duchamp effectué durant l'été 1946 avec Mary Reynolds à Chexbres.

## Analyses

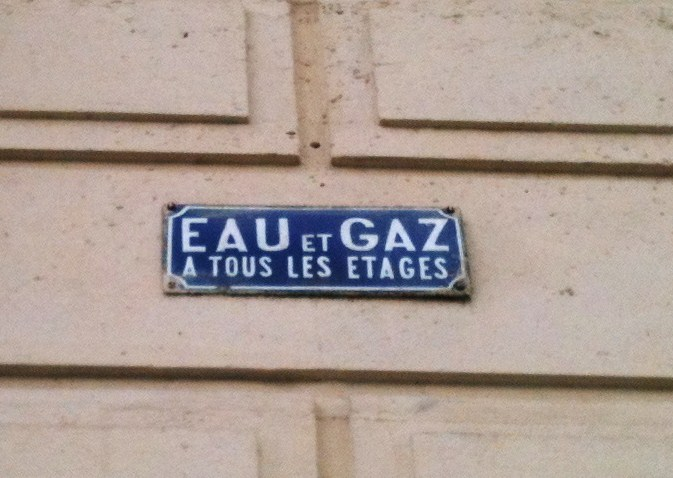
« Eau et gaz à tous les étages », une plaque bleue émaillée fixée au mur d'un immeuble parisien, Duchamp en détourna le principe pour une boîte-sculpture composée en 1958.

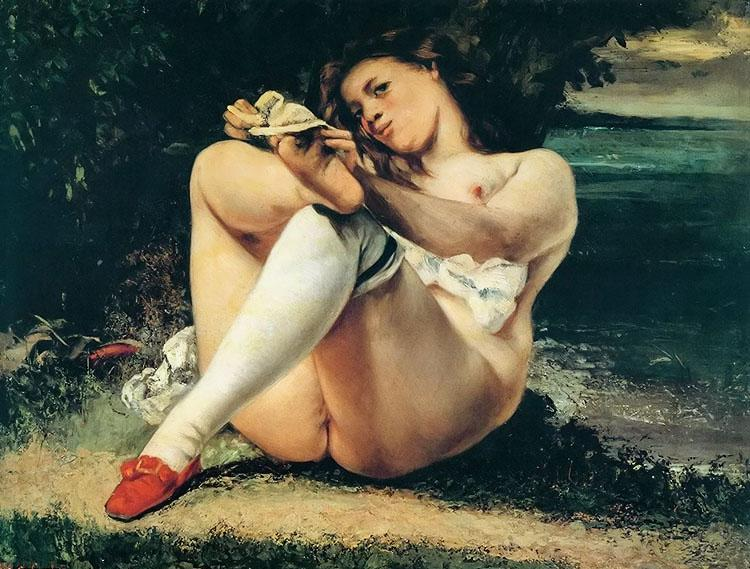
La Femme aux bas blancs, huile de Gustave Courbet (1864, Fondation Barnes). dont Duchamp s'inspira pour une gravure.

Dans la Boîte de 1914 éditée par Duchamp à cinq exemplaires en 1914 et contenant des reproductions photographiques de ses notes manuscrites, l'une des notes précise : « Étant donnés : 1° la chute d'eau, 2° le gaz d'éclairage, nous déterminerons les conditions du Repos instantané (ou apparence allégorique) d'une succession de faits divers semblant se nécessiter l'un l'autre par des lois, pour isoler le signe de la concordance entre, d'une part, ce Repos, (capable de toutes les excentricités innombrables) et, d'autre part, un choix de possibilités légitimées par ces lois et aussi les occasionnant. ». Par ailleurs, l'une des dernières boîtes composée par Duchamp s'intitule : Eau & gaz à tous les étages (1958).
Il met en jeu le voyeurisme inhérent au concept d'exposition mais ici, en impliquant de façon participative le spectateur qui doit faire l'effort de scruter pour mieux voir par delà la porte en bois. Les deux orifices autorisant la vision de l'installation cachée sont appelés par Duchamp « les trous du voyeur ».
Arturo Schwarz révéla en 1969 une suite de neuf gravures intitulée The Lovers : l'une d'entre elles s'intitule Le bec Auer, quelques-unes sont exécutées d'après Gustave Courbet (La Femme au bas blancs), Ingres (Virgile lisant l'Énéide, Le Bain turc, Œdipe explique l'énigme du sphinx), Auguste Rodin (Le Baiser), Cranach (Adam et Ève) que Duchamp avait déjà détourné en compagnie de Brogna Perlmutter-Clair pour une photographie de Man Ray prise sur le plateau de Relâche ; une autre enfin intitulée Après l'amour, inspirée d'une publicité et de Jules Laforgue. Le tout semble constituer un rébus si on le met en relation avec la scène représentée à l'intérieur de l'installation.
Selon Bernard Marcadé il y a un lien direct entre Étant donnés et L’Origine du monde de Gustave Courbet. Jacques Lacan avait pour rituel du déjeuner du dimanche à Guitrancourt de dévoiler le tableau caché derrière celui d'André Masson, les visiteurs, dont Marcel Duchamp, en restaient impressionnés ou inspirés.
Selon Jean-Michel Rabaté, cette représentation de femme renverrait entre autres à l'affaire du Dahlia noir.
Depuis sa révélation, cette œuvre suscite, outre une somme de commentaires critiques, des formes de détournement ou d'interprétation par d'autres créateurs :
Rainer Ganahl, artiste autrichien, présente en 2012 au Kunstforum de Vienne une installation vidéo intitulée Étant donné - Use a Bicycle (2011, court-métrage 16 mm, noir et blanc, 12 min).
L'artiste Richard Baquié (1952-1996) propose à l'occasion de la biennale de Lyon de 1991, une réplique de "étant donnés : 1"la chute d'eau, 2" le gaz d'éclairage. Dans cette œuvre, tout en maintenant possible la position du voyeur, l'ensemble du dispositif est révélé. Sans titre, 1"la chute d'eau, 2" le gaz d'éclairage... 1991, Collection MAC Lyon.
Selon l'artiste Serkan Ozkaya, qui a réalisé une copie de l'œuvre, l'installation serait conçue comme une camera obscura qui, lorsque plongée dans l'obscurité, projette le portrait de Rrose Sélavy,.

## Sources bibliographiques
- Marc Décimo, Étant donné Marcel Duchamp. Palimpseste d'une œuvre. Dijon, Les Presses du réel, 2022  (ISBN 978-2-37896-217-3).
- Marc Partouche (1992), Marcel Duchamp, sa vie même, Al dante, 2005  (ISBN 9782847610949) ; cf. chronologie 1944-1969
- Anne Larue, Le Surréalisme de Duchamp à Deleuze, Libre choix, Talus d'approche, 2003, p. 58-61  (ISBN 9782872460960)
- Toby Olson (2003), La Boîte blonde, Passage du Nord-Ouest, 2008  (ISBN 9782914834292)
- Jean-François Vilar (1982), C'est toujours les autres qui meurent, Babel noir, 2008  (ISBN 9782742776030)